# Élection présidentielle américaine de 1940
L'élection présidentielle américaine de 1940 trente-neuvième élection présidentielle depuis l'adoption de la Constitution américaine en 1787. Elle se déroule le mardi 5 novembre 1940. Le président sortant, Franklin Delano Roosevelt, candidat démocrate, a rompu avec la tradition de ne pas concourir pour un troisième mandat, ce qui devint un enjeu majeur de cette élection. Le candidat républicain Wendell Willkie, un quasi-inconnu mena une campagne énergique mais ne put éviter la réélection confortable de Roosevelt. Ce dernier allait remporter l'élection pour un quatrième mandat en 1944. 
Ultérieurement la ratification du XXIIe amendement de la Constitution des États-Unis en 1951 a rendu impossible pour l'avenir toute candidature pour un troisième mandat.

## Campagne électorale
Willkie a mené une croisade contre la tentative de Roosevelt de rompre la tradition des deux mandats présidentiels, arguant que "si un homme est indispensable, alors aucun d'entre nous n'est libre". Même certains démocrates qui avaient soutenu Roosevelt dans le passé ont désapprouvé sa tentative de remporter un troisième mandat, et Willkie espérait gagner leurs voix. Willkie a également critiqué ce qu'il a prétendu être l'incompétence et le gaspillage des programmes d'aide sociale du New Deal de Roosevelt. Il a déclaré qu'en tant que président, il conserverait la plupart des programmes gouvernementaux de Roosevelt, mais qu'il les rendrait plus efficaces.
Cependant, de nombreux Américains continuent de blâmer les chefs d'entreprise pour la Grande Dépression, et le fait que Willkie symbolise le "Big Business" lui a fait mal auprès de nombreux électeurs de la classe ouvrière. Willkie était un militant sans peur ; il se rendait souvent dans des zones industrielles où les républicains étaient encore accusés d'avoir causé la Grande Dépression et où Roosevelt était très populaire. Dans ces zones, Willkie se faisait souvent lancer des fruits et des légumes pourris et était chahuté par la foule ; pourtant, il était imperturbable. 
Il cherche pourtant à se présenter comme le candidat du peuple contre les élites intellectuelles, déclarant au sujet des conseillers cosmopolites et diplômés de son adversaire : « Regardez les gens qui l’entourent. Ce sont tous des cyniques qui se moquent de nos vertus trop simples. Ils pensent que le peuple et la plupart d’entre nous sommes trop bêtes pour comprendre. Leur idée, c’est qu’eux, l’intelligentsia, peuvent nous gouverner. Rendez-nous notre pays ! Il nous appartient. ».
Willkie a également accusé Roosevelt de laisser la nation non préparée à la guerre, mais le renforcement militaire de Roosevelt et la transformation de la nation en "Arsenal de la démocratie" ont supprimé l'accusation de "non-préparation" comme un problème majeur. Willkie a alors inversé son approche et a chargé Roosevelt de planifier secrètement l'entrée de la nation dans la Seconde Guerre mondiale. Cette accusation a en effet réduit le soutien de Roosevelt. En réponse, Roosevelt, dans une promesse qu'il regrettera plus tard, a promis qu'il "n'enverrait pas de garçons américains dans des guerres à l'étranger". Le Royaume-Uni est intervenu activement tout au long de l'élection contre l'isolationnisme.

## Résultats
Roosevelt est en tête de tous les sondages d'opinion préélectoraux par diverses marges. Le jour du scrutin, le 5 novembre 1940, il obtient 27,3 millions de voix contre 22,3 millions pour Willkie. Au Collège électoral, il bat Willkie par 449 voix contre 82. Willkie a obtenu plus de six millions de voix de plus que le candidat républicain de 1936, Alf Landon, et il s'est bien défendu dans les zones rurales du Midwest américain, obtenant plus de 57 % des voix des agriculteurs. Roosevelt, quant à lui, a remporté toutes les villes américaines de plus de 400 000 habitants, sauf Cincinnati, dans l'Ohio. Sur les 106 villes de plus de 100 000 habitants, il a remporté 61 % des voix exprimées ; dans l'ensemble du sud des États-Unis, il a obtenu 73 % du vote total. Dans le reste du pays (les régions rurales et les petites villes du nord des États-Unis), Willkie a obtenu une majorité de 53 %. Dans les villes, il y a eu une différence de classe, les électeurs de la classe blanche et de la classe moyenne soutenant le candidat républicain, et les électeurs de la classe ouvrière et des cols bleus se prononçant pour Roosevelt. Dans le Nord, Roosevelt a remporté 87 % des votes juifs, 73 % des catholiques et 61 % des non membres, tandis que toutes les grandes confessions protestantes ont montré des majorités pour Willkie.
Sur les 3 094 comtés/villes indépendantes, Roosevelt a remporté 1 947 (62,93 %) et Willkie 1 147 (37,07 %).
Grâce aux gains de Willkie, Roosevelt est devenu le deuxième des trois seuls présidents de l'histoire des États-Unis à remporter une réélection avec un pourcentage plus faible de votes électoraux et populaires que lors de l'élection précédente, précédée par James Madison en 1812 et suivie par Barack Obama en 2012. Andrew Jackson en 1832 et Grover Cleveland en 1892 ont reçu plus de votes électoraux mais moins de votes populaires, tandis que Woodrow Wilson en 1916 a reçu plus de votes populaires mais moins de votes électoraux.
| Inscrits                 | Inscrits                  | Inscrits                 | 84 728 000 |             |  |  |
| Abstentions              | Abstentions               | Abstentions              | 34 912 688 | 41,21 %     |  |  |
| Votants                  | Votants                   | Votants                  | 49 815 312 | 58,79 %     |  |  |
|                          |                           |                          |            |             |  |  |
| Bulletins enregistrés    | Bulletins enregistrés     | Bulletins enregistrés    | 49 815 312 |             |  |  |
| Bulletins blancs ou nuls | Bulletins blancs ou nuls  | Bulletins blancs ou nuls | 0          | 0 %         |  |  |
| Suffrages exprimés       | Suffrages exprimés        | Suffrages exprimés       | 49 815 312 | 100 %       |  |  |
|                          |                           |                          |            |             |  |  |
|                          | Candidat                  | Parti                    | Suffrages  | Pourcentage |  |  |
|                          | Franklin Delano Roosevelt | Parti démocrate          | 27 243 466 | 54,69 %     |  |  |
|                          | Wendell Willkie           | Parti républicain        | 22 304 755 | 44,77 %     |  |  |
|                          | Autres candidats          | -                        | 267 091    | 0,54 %      |  |  |

| Inscrits                 | Inscrits                  | Inscrits                 | 531       |             |  |  |
| Abstentions              | Abstentions               | Abstentions              | 0         | 0 %         |  |  |
| Votants                  | Votants                   | Votants                  | 531       | 100 %       |  |  |
|                          |                           |                          |           |             |  |  |
| Bulletins enregistrés    | Bulletins enregistrés     | Bulletins enregistrés    | 531       |             |  |  |
| Bulletins blancs ou nuls | Bulletins blancs ou nuls  | Bulletins blancs ou nuls | 0         | 0 %         |  |  |
| Suffrages exprimés       | Suffrages exprimés        | Suffrages exprimés       | 531       | 100 %       |  |  |
|                          |                           |                          |           |             |  |  |
|                          | Candidat                  | Parti                    | Suffrages | Pourcentage |  |  |
|                          | Franklin Delano Roosevelt | Parti démocrate          | 449       | 84,56 %     |  |  |
|                          | Wendell Willkie           | Parti républicain        | 82        | 15,44 %     |  |  |